# Cipinang Besar Selatan
Cipinang Besar Selatan is een plaats (wijk - kelurahan) in het bestuurlijke gebied Jatinegara (oude naam: Meester Cornelis), Jakarta Timur (Oost-Jakarta) in de provincie Jakarta, Indonesië. De plaats telt 36.057 inwoners (volkstelling 2010).